# Visselhövede

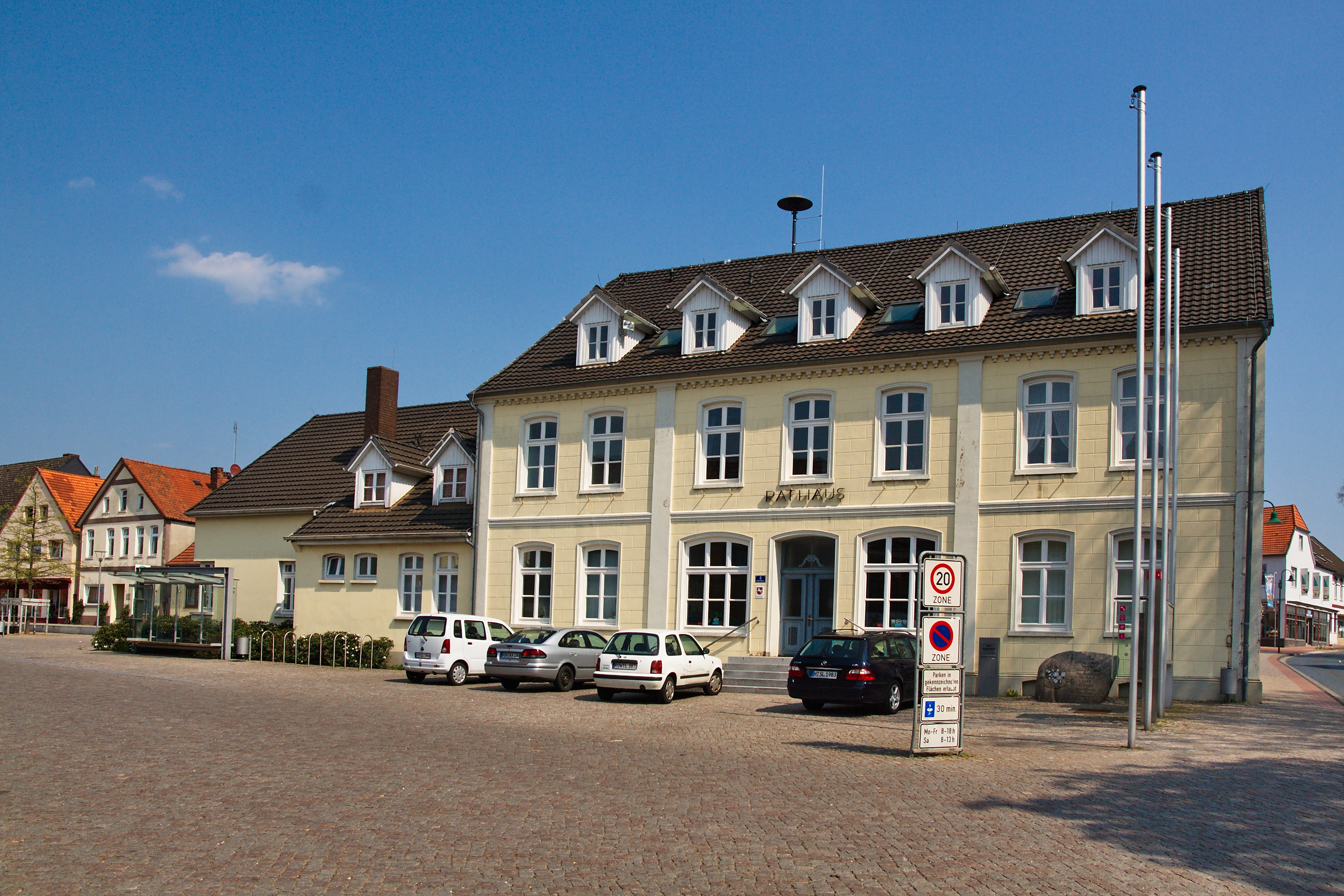
Stadshuset

Visselhövede är en stad i Landkreis Rotenburg i förbundslandet Niedersachsen i Tyskland. 